# 彭尼角
80°48′S 160°41′E / 80.800°S 160.683°E
彭尼角（英語：Penny Point），是南極洲的海岬，位於沙克爾頓海岸，處於尼科爾森半島南部，是馬特森灣入口處的北部，以美國海軍的上尉指揮官命名，現時由南極條約體系管理。